# Sante Teuteria e Tosca

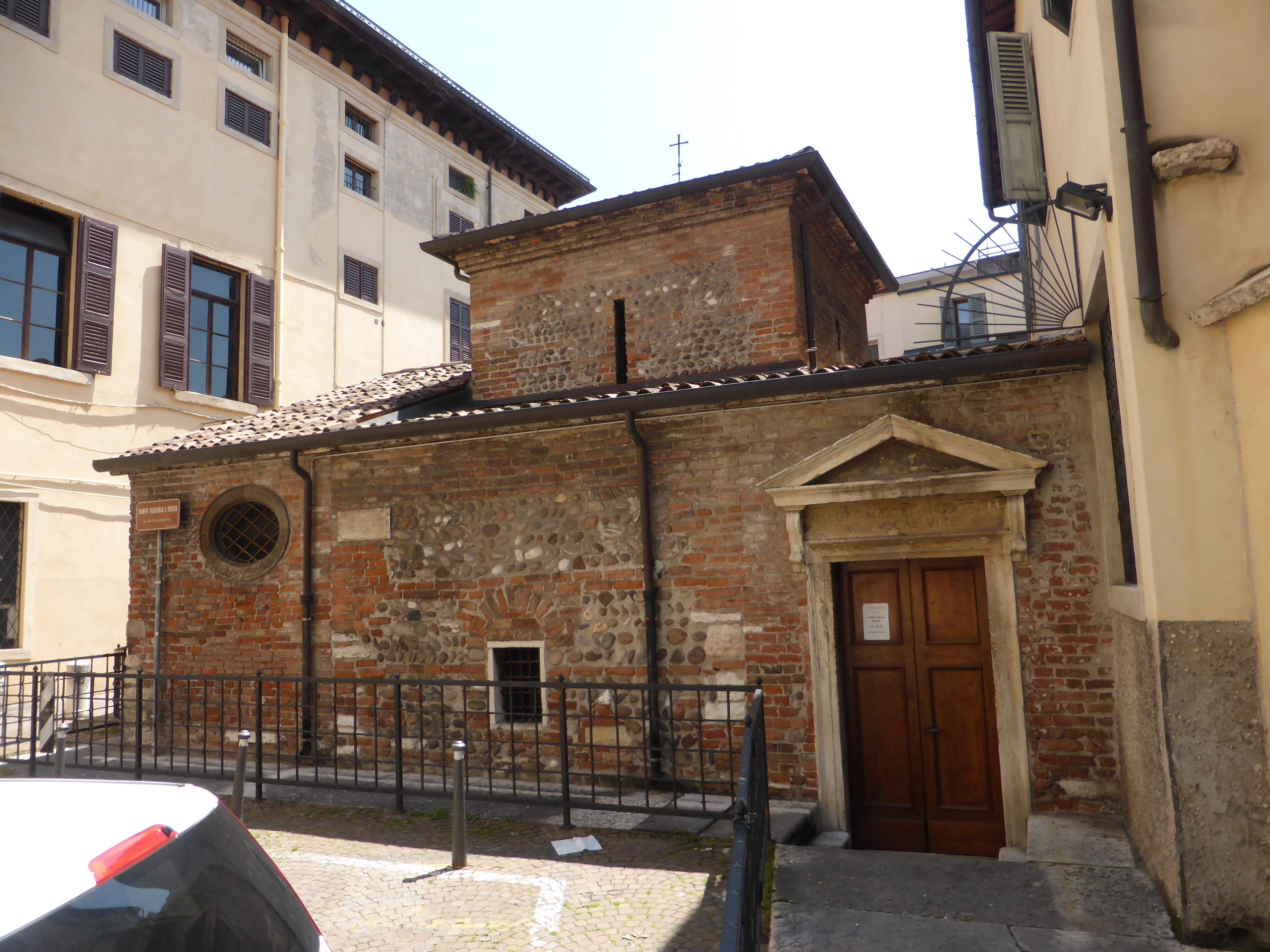
Sante Teuteria e Tosca

Die Kirche Sante Teuteria e Tosca ist ein Bauwerk im UNESCO-Welterbe Altstadt von Verona und befindet sich neben der Kirche Santi Apostoli.

## Patrozinium
Der Fußboden der romanischen Kirche befindet sich gut 2 Meter unterhalb des Straßenniveaus, was auf das hohe Alter der Kirche hinweist. Sie enthält Bausubstanz eines spätantiken Martyrions. Hier, vor der Porta Borsari und damit außerhalb der antiken Stadt, verlief die Römerstraße Via Postumia und an dieser lag ein frühchristlicher Friedhof.
Wahrscheinlich war an dieser Stelle schon im 5. Jahrhundert eine Gedenkstätte über einem Märtyrergrab. Dieses Bauwerk hatte mit Teuteria und Tosca noch nichts zu tun (siehe unten); es war wahrscheinlich für den Heiligen Apollinaris von Ravenna erbaut worden.
Der Kult um die beiden heiligen Jungfrauen Tusca (Tosca) und Teuteria entstand erst im  Mittelalter, nachdem man 1160 glaubte, ihre Gebeine gefunden zu haben und daraufhin die Kirche neu weihte. Der Legende nach hatten die beiden im 3. Jahrhundert als Eremitinnen in einer Höhle bei Verona gelebt, die sich in wunderbarer Weise zu ihrem Schutz mit einem Spinnennetz verschloss.
Als der Sarkophag im Inneren der Kapelle 1913 geöffnet wurde, fand man nicht, wie erwartet, zwei Frauenskelette, sondern die eines spätantiken Ehepaares.

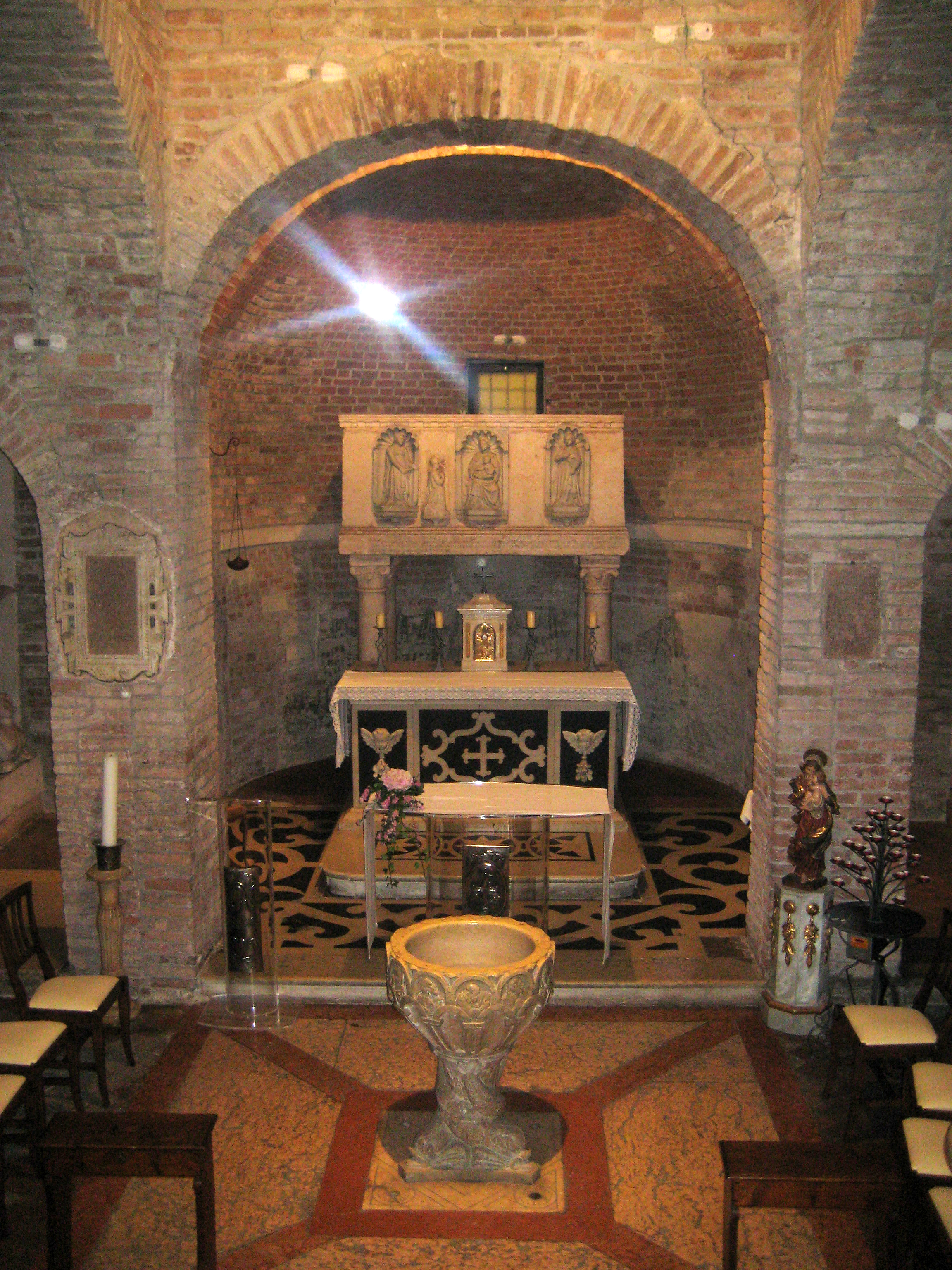
Innenraum

## Baubeschreibung
Der erste Kirchenbau über den vermeintlichen Reliquien der beiden Heiligen hatte einen kreuzförmigen Grundriss und sah vermutlich ähnlich aus wie das Mausoleum der Galla Placidia in Ravenna. Obwohl Dokumente des 14. Jahrhunderts besagen, dass die Kirche im 8. Jahrhundert geweiht worden sei, spricht die stilistische Ähnlichkeit zu Bauten in Ravenna und Pula für eine Erbauung im 5./6. Jahrhundert.
Im 14. Jahrhundert wurde sie grundlegend umgebaut, um der Familie Bevilacqua als Kapelle zu dienen. Die Kreuzesarme riss man ein, um einen rechteckigen Kirchenraum mit einer Apsis herzustellen.
Diese Umbauten sind an der Fassade gut zu erkennen; das erhaltene Mauerwerk der älteren Kirche (eine Imitation von opus spicatum)  sieht man in der Mitte der Längsseiten.

## Innenraum
Über dem Altar befindet sich der aus dem 12. Jahrhundert stammende, im 15. Jahrhundert umgestaltete Sarkophag aus rotem Marmor. Außer zwei Grabmälern von Mitgliedern der Familie Bevilacqua gibt es in der Kapelle ein großes Taufbecken des 13. Jahrhunderts, das aus San Lorenzo stammt. Es wurde aus einem einzigen Marmorblock geschaffen.
Im Innenraum ist die auf vier Pfeilern ruhende Kuppel des spätantiken Baus noch erhalten und ebenso das antike Pflaster aus farbigen Marmorstücken.